# Saud Al Hajiri
Saud Al Hajiri (Doha, 19 luglio 1985) è un calciatore qatariota, portiere dell'Al-Rayyan.